# 106 Korpus Strzelecki (ZSRR)
106 Korpus Strzelecki (ros. 106-й стрелковый корпус) – wyższy związek taktyczny Armii Czerwonej z okresu II wojny światowej, którego żołnierze uczestniczyli w działaniach bojowych w czasie których m.in. uwolniono więźniów niemieckiego obozu Auschwitz-Birkenau.
W 1945 roku razem z 15 Korpusem Strzeleckim i 28 Korpusem Strzeleckim wchodził w skład 60 Armii. W czasie walk na ziemiach polskich 106 KS dowodził gen. mjr Piotr Ilijnych. Oddziały korpusu uczestniczyły m.in. w ofensywie Armii Czerwonej rozpoczętej 12 stycznia 1945 roku, biorąc udział w przełamaniu niemieckich fortyfikacji Stellung a2. Żołnierze 106 Korpusu Strzeleckiego uczestniczyli również w działaniach bojowych w czasie których uwolniono więźniów niemieckiego obozu Auschwitz-Birkenau.

## Dowódcy korpusu
- gen. mjr Piotr Kotielkow (30.11.1943 - 20.04.1944)
- gen. por. Aleksander Nieczajew (21.04.1944 - 20.07.1944)
- gen. mjr Iwan Kuzowkow (21.07.1944 - 28.10.1944)
- płk Borys Suczkow (29.10.1944 - 25.12.1944)
- gen. mjr Paweł Ilinych[4] (26.12.1944 - 11.05.1945)[5].

## Struktura organizacyjna
Skład w 1945 roku:
- 100 Dywizja Strzelecka
- 148 Dywizja Strzelecka
- 304 Dywizja Strzelecka